# Třída Barbel
Třída Barbel byla třída diesel-elektrických ponorek námořnictva Spojených států amerických z éry studené války. Celkem byly postaveny tři jednotky této třídy. Ve službě byly v letech 1959–1990. Vyřazená ponorka USS Blueback byla zachována jako muzeum.
Jsou to poslední konvenční ponorky postavené pro americké námořnictvo. V době své stavby představovaly, kromě svého pohonu, nejpokročilejší ponorky světa. Jako první válečné lodě využily kapkovitého tvaru trupu, výrazně zlepšujícího jejich výkony při plavbě pod hladinou a vyzkoušeného na experimentální ponorce USS  Albacore (AGSS-569). Představovaly tak důležitý posun v konstrukci a výkonech ponorek. V americkém námořnictvu však neměly následovníky, neboť námořnictvo upřednostnilo stavbu výkonnějších jaderných ponorek.
Modifikací tohoto amerického projektu vznikly rovněž dvě nizozemské ponorky třídy Zwaardvis a z nich odvozené dvě tchajwanské ponorky třídy Chaj-lung. Na třídu Barbel navazovaly rovněž japonské třída třída Uzušio a třída Júšio.

## Stavba
Celkem byly postaveny tři ponorky této třídy. Do jejich stavby se zapojily loděnice Portsmouth Naval Shipyard, Ingalls Shipbuilding a New York Shipbuilding Corporation. Stavba byla zahájena v roce 1956. V letech 1958–1959 byly jednotlivé ponorky spouštěny na vodu a v roce 1959 všechny vstoupily do aktivní služby.
Jednotky třídy Barbel:
| Jméno             | Loděnice                          | Založení kýlu | Spuštěna           | Vstup do služby  | Status                                                                  |
| ----------------- | --------------------------------- | ------------- | ------------------ | ---------------- | ----------------------------------------------------------------------- |
| Barbel (SS-580)   | Portsmouth Naval Shipyard         | 1956          | 19. července 1958  | 17. ledna 1959   | Vyřazena 1990.                                                          |
| Blueback (SS-581) | Ingalls Shipbuilding              | 1957          | 16. května 1959    | 15. října 1959   | Vyřazena 1990, zachována jako muzejní loď.                              |
| Bonefish (SS-582) | New York Shipbuilding Corporation | 1957          | 22. listopadu 1958 | 9. července 1959 | Dne 24. března 1988 vážně poškozena požárem, neopravena. Vyřazena 1989. |

## Konstrukce

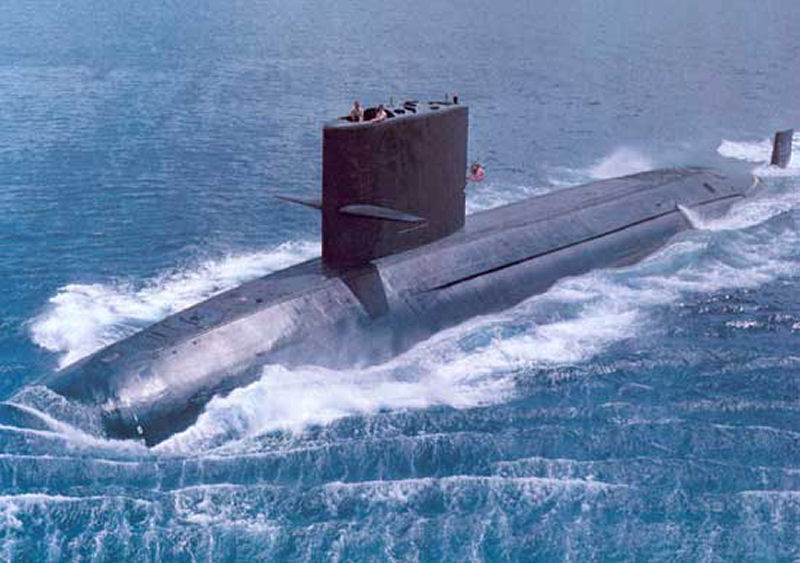
USS Bonefish (SS-582)

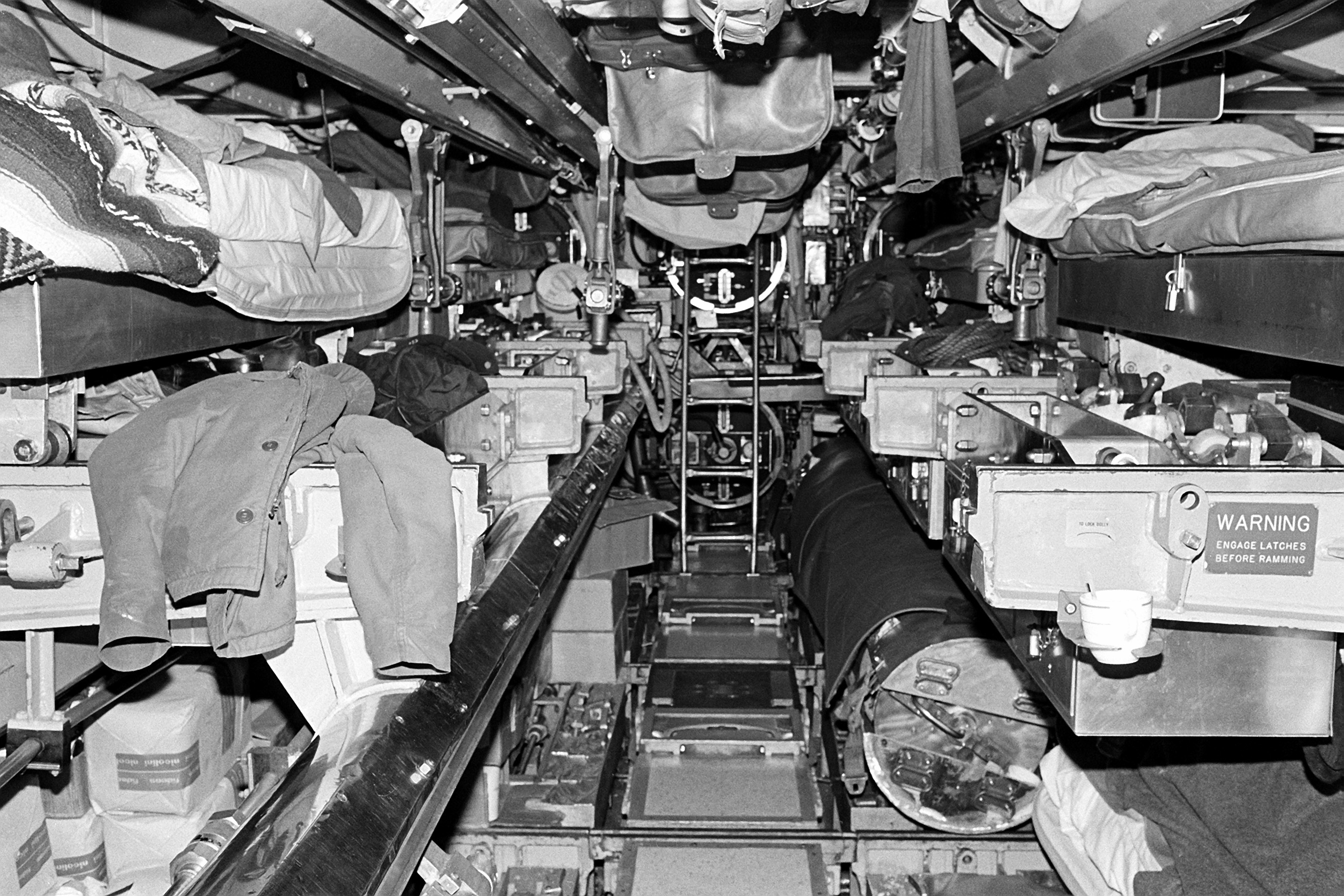
Interiér ponorky Bonefish

Ve své době se jednalo o technologicky velice pokročilou konstrukci, jak po stránce tvaru trupu, použitého pohonu i elektroniky. Ponorky byly vybaveny radarem BPS-12, sonary BQS-4, BQR-2 a systémem elektronického boje BLR-1. Novinkou bylo použití kapkovitého tvaru trupu, díky kterému měly ponorky mnohem lepší vlastnosti při plavbě pod hladinou. Dvouplášťový trup byl přitom postaven z vysokopevnostní oceli typu HY80 (u této třídy byla použita poprvé). Rovněž to byly první americké ponorky, které měly všechna kontrolní a povelová pracoviště soustředěna do jednoho velícího střediska. Výzbroj ponorek tvořilo šest píďových 533mm torpédometů Mk.58. Zásoba torpéd činila 22 kusů.
Pohonný systém tvořily tři diesely Fairbanks-Morse o výkonu 3150 hp a jeden elektromotor Westinghouse o výkonu 4700 hp, pohánějící jeden lodní šroub. Nejvyšší rychlost dosahovala 14 uzlů na hladině a 18,5 uzlu pod hladinou. Energie z akumulátorů dovolovala plavbu plnou rychlostí po 30 minut či po 102 hodin rychlostí 3 uzly. Dosah byl 14 000 námořních mil při plavbě 10 uzly na hladině a 306 námořních mil při rychlosti tří uzlů pod hladinou. Operační hloubka ponoru dosahovala 210 metrů.

### Modifikace
V šedesátých letech byl systém elektronického boje BLR-1 nahrazen modernějším WLR-1.

## Operační služba

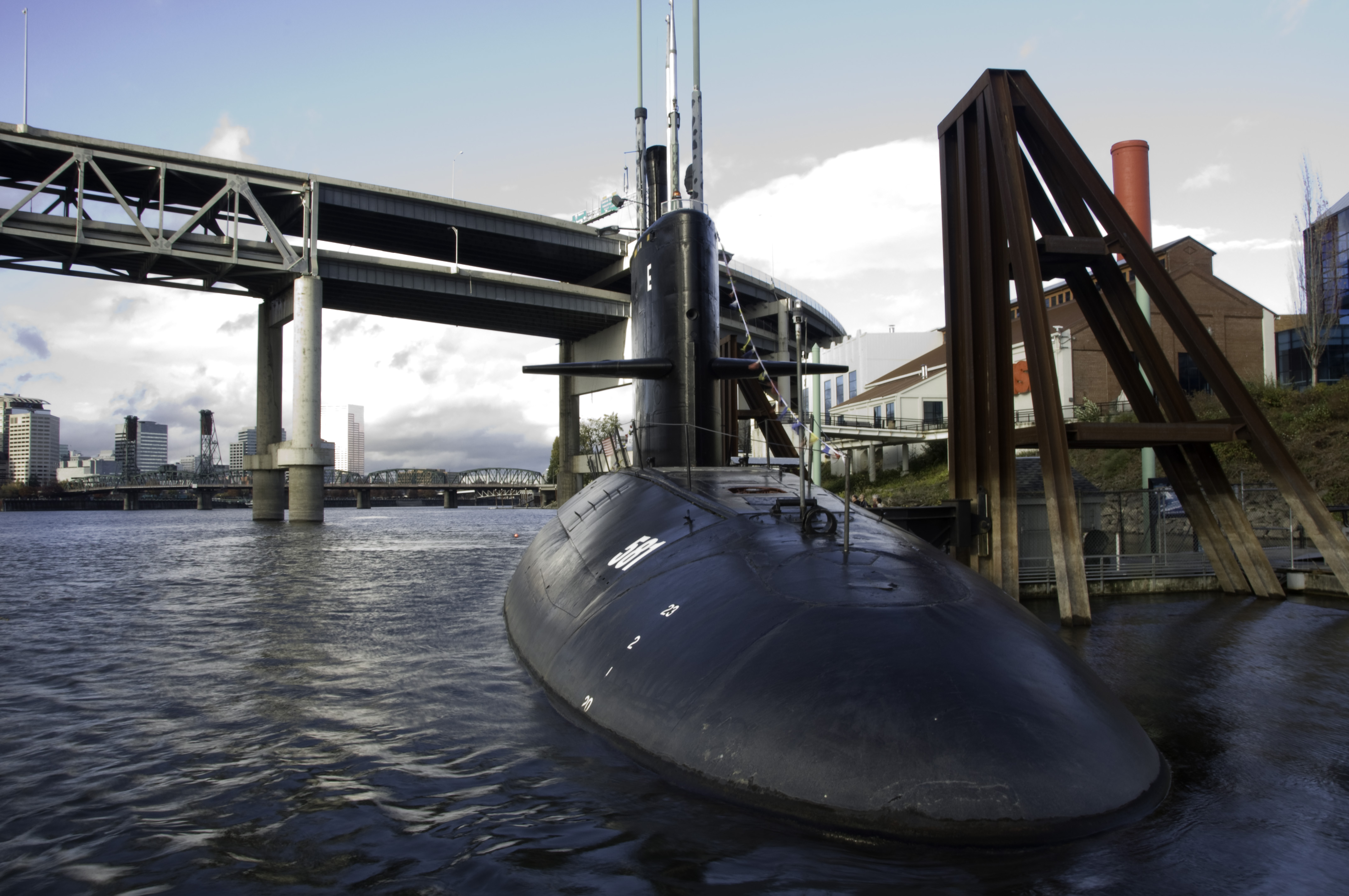
USS Blueback (SS-581) kotvící v Portlandu

Ponorky čekala dlouhá operační služba trvající prakticky až do konce studené války. Jako první byla vyřazena Bonefish, neboť ta již 24. března 1988 utrpěla vážné poškození při požáru akumulátor. V důsledku požáru zahynuly tři členové posádky a ponorka poté již nebyla opravena.
Barbel a Blueback byly vyřazeny v roce 1990. Barbel byla v roce 2001 potopena jako cvičný cíl. Blueback byla poslední diesel-elektrickou ponorkou, která byla přijata do stavu amerického námořnictva a zároveň poslední konvenční bojovou ponorkou, která z něj byla vyřazena. Po vyřazen byla zachována jako muzejní loď. Po roce 1990 tak americké námořnictvo používá pouze jaderné ponorky, USS Nautilus počínaje.